# Epígon (escultor)
Epígon (en llatí Epigonus, en grec antic Ἐπίγονος) fou un escultor grec que va imitar a altres artistes. Era escultor a la cort de la dinastia atálida a Pèrgam al segle III aC. Va florir amb el rei Àtal I de Pèrgam.
Destaquen com obres seves més originals l'anomenada El trompetista i Noia acariciant a la seva mare morta, segons diu Plini el Vell (Naturalis Historia XXXIV, 84 i 88). Aquesta darrera obra sembla inspirada en la famosa pintura del mateix tema d'Aristides. Pel que diu Plini, aquestes obres formaven part d'un gran conjunt d'estàtues que Àtal va consagrar al santuari d'Atena a Pèrgam per commemorar la seva victòria sobre els gàlates.